# Suðuroy (gmina)
Suðuroy (far. Suðuroyar Prestagjalds kommuna) - historyczna gmina na Wyspach Owczych, zależnym terytorium duńskim na Oceanie Atlantyckim. Istniała od roku 1872 do 1908.
Obejmowała tereny regionu Suðuroy: wyspę o tej samej nazwie oraz Lítla Dímun. Jej powierzchnia wynosiła 165,6 km².

## Historia
Gmina powstała w roku 1872. Sześć lat później odłączyła się od niej Hvalbiar kommuna, a w roku kolejnym Froðbiar kommuna, zwana później gminą Tvøroyri. W 1906 odłączono od niej gminę Vágur, a dwa lata później usunięto ją, tworząc na jej miejscu trzy nowe jednostki administracyjne: Fámjins, Porkeris oraz Sumbiar kommuna.

## Miejscowości wchodzące w skład gminy Suðuroy
| Miejscowość  | Wcześniejsza przynależność | Rok przyłączenia | Późniejsza przynależność | Rok odłączenia |
| ------------ | -------------------------- | ---------------- | ------------------------ | -------------- |
| Akrar        | -                          | 1872             | gmina Sumba              | 1908           |
| Fámjin       | -                          | 1872             | gmina Fámjin             | 1908           |
| Froðba       | -                          | 1872             | gmina Froðba             | 1879           |
| Hov          | -                          | 1872             | gmina Porkeri            | 1908           |
| Hvalba       | -                          | 1872             | gmina Hvalba             | 1878           |
| Lopra        | -                          | 1872             | gmina Sumba              | 1908           |
| Nes          | -                          | 1872             | gmina Porkeri            | 1908           |
| Øravík       | -                          | 1872             | gmina Froðba             | 1879           |
| Øravíkarlíð  | -                          | 1872             | gmina Froðba             | 1879           |
| Porkeri      | -                          | 1872             | gmina Porkeri            | 1908           |
| Sandvík      | -                          | 1872             | gmina Hvalba             | 1878           |
| Sumba        | -                          | 1872             | gmina Sumba              | 1908           |
| Trongisvágur | -                          | 1872             | gmina Froðba             | 1879           |
| Tvøroyri     | -                          | 1872             | gmina Froðba             | 1879           |
| Vágur        | -                          | 1872             | gmina Vágur              | 1906           |
| Víkarbyrgi   | -                          | 1872             | gmina Sumba              | 1908           |